# Podbočje
Podbočje – wieś w Słowenii, w gminie Krško. W 2018 roku liczyła 315 mieszkańców.